# Östanås
Östanås är en bebyggelse öster om Skoghall i Hammarö kommun. Vid SCB ortsavgränsning 2020 klassades den som en småort.